# Invasión brasileña de 1854
Invasión brasileña de 1854 o intervención brasileña de 1854 es la denominación histórica que se le suele dar a la segunda invasión brasileña del territorio de Uruguay, producida en 1854. Entonces el presidente constitucional era Venancio Flores quien, ante inminencia de un levantamiento por parte de colorados disidentes que habían conformado el "Partido Conservador", resolvió pedir la intervención brasileña en apoyo del gobierno constituido, en base al Tratado para una Alianza Ofensiva y Defensiva firmado en 1851 entre Brasil, Uruguay y Entre Ríos.

## Antecedentes
Luego de la Paz de octubre de 1851, que puso fin a la Guerra Grande con el lema de que entre los blancos del Gobierno del Cerrito y los colorados del Gobierno de la Defensa «no habría vencidos ni vencedores», existía un gran consenso en que el próximo Presidente de la República sería el general Eugenio Garzón. Pero su inesperado fallecimiento determinó que se eligiera a Juan Francisco Giró. En 1852 Venancio Flores fue designado Jefe Político de Montevideo.
El gobierno de Giró se caracterizó por un intento de integración de los grupos blancos y colorados, en lo que se dio en llamar la política de fusión. Como parte de ésta, Venancio Flores fue designado ministro de Guerra y Marina. Sin embargo, la pugna política entre los dos principales partidos políticos se acentuó. Uno de los factores de distanciamiento fue la rivalidad entre la Guardia Nacional, fundada por Manuel Oribe, y el Ejército, predominantemente colorado y liderado por Flores.
Dadas las turbulencias políticas que afectaron el gobierno de Giró, Flores forzó su renuncia. el 25 de septiembre de 1854 Giro requirió el apoyo de Brasil. El ministro residente y jefe de la delegación brasileña en Montevideo, José Maria da Silva Paranhos, contestó que no tenía instrucciones de su gobierno para acordarla. Reiterado el pedido, desde la fragata "Andrómede", donde se refugió el presidente, contestó Paranhos que creía que no le competía tomar parte en la cuestión interna. 
Giró fue sustituido al frente del Poder Ejecutivo por un triunvirato, integrado por Flores, Juan Antonio Lavalleja y Fructuoso Rivera. Las muertes de Lavalleja y de Rivera determinaron que, en los hechos, fuera Flores el que ejerciera el Poder Ejecutivo entre 1853 y 1855.

## La "invasión"
En 1854, ante la inminencia de una rebelión, Flores solicitó y obtuvo la entrada de 4.000 soldados brasileños, que ocuparon distintas plazas de la República. El 4 de mayo de 1854 la fuerza, bajo el mando del brigadier Pereira Pinto, penetró por la frontera Noreste y avanzó hasta el Cerrito de Montevideo. La aventura tenía, para un sector de la opinión política brasileña un sentido mucho más profundo; en Río de Janeiro se hablaba desembozadamente de "reconstruir la Provincia Cisplatina", lo que motivó una interpelación al Ministerio de Asuntos Exteriores. La presencia de una poderosa fuerza armada brasileña en territorio uruguayo condicionó fuertemente el desarrollo de los hechos políticos. 
Producida en agosto de 1855 la rebelión de los Conservadores, el ministro de Relaciones Exteriores, Francisco Agell, exigió por dos veces la protección del ejército brasileño. A la primera petición el representante del Imperio, José María do Amaral, contestó que la división imperial sólo debía apoyar la paz que tuviese por base los hábitos constitucionales (cláusula 5ª del Tratado) y que debía quedar claro que el gobierno de Uruguay no reclamaría los auxilios comprometidos en las cláusulas 6ª y 7ª, sino en los casos en que su autoridad estuviese evidentemente en las condiciones de la cláusula 15.ª. A la segunda petición Amaral dejó sin contestación la nota.

## Epílogo
La actitud de Amaral dejó sin respaldo a Flores. El 27 de agosto los conservadores avanzaron hacia el Fuerte (casa de gobierno uruguayo) y lo tomaron. Flores, sin renunciar, se instaló en Canelones. El 10 de septiembre el parlamento se reunió en la quinta de Hernández, en el barrio de la Unión y, ante él, Flores presentó su renuncia. El Poder Ejecutivo fue asumido por el presidente de la Asamblea General, Manuel Basilio Bustamante.
El 14 de noviembre las tropas brasileñas desfilaron por el centro de Montevideo y emprendieron su retirada. La intervención duró un año y medio y comprometió seriamente la independencia uruguaya, pero el rechazo británico a las ideas imperialistas de un sector político brasileño (los "luzidas"), resultó decisivo.